# Lentia

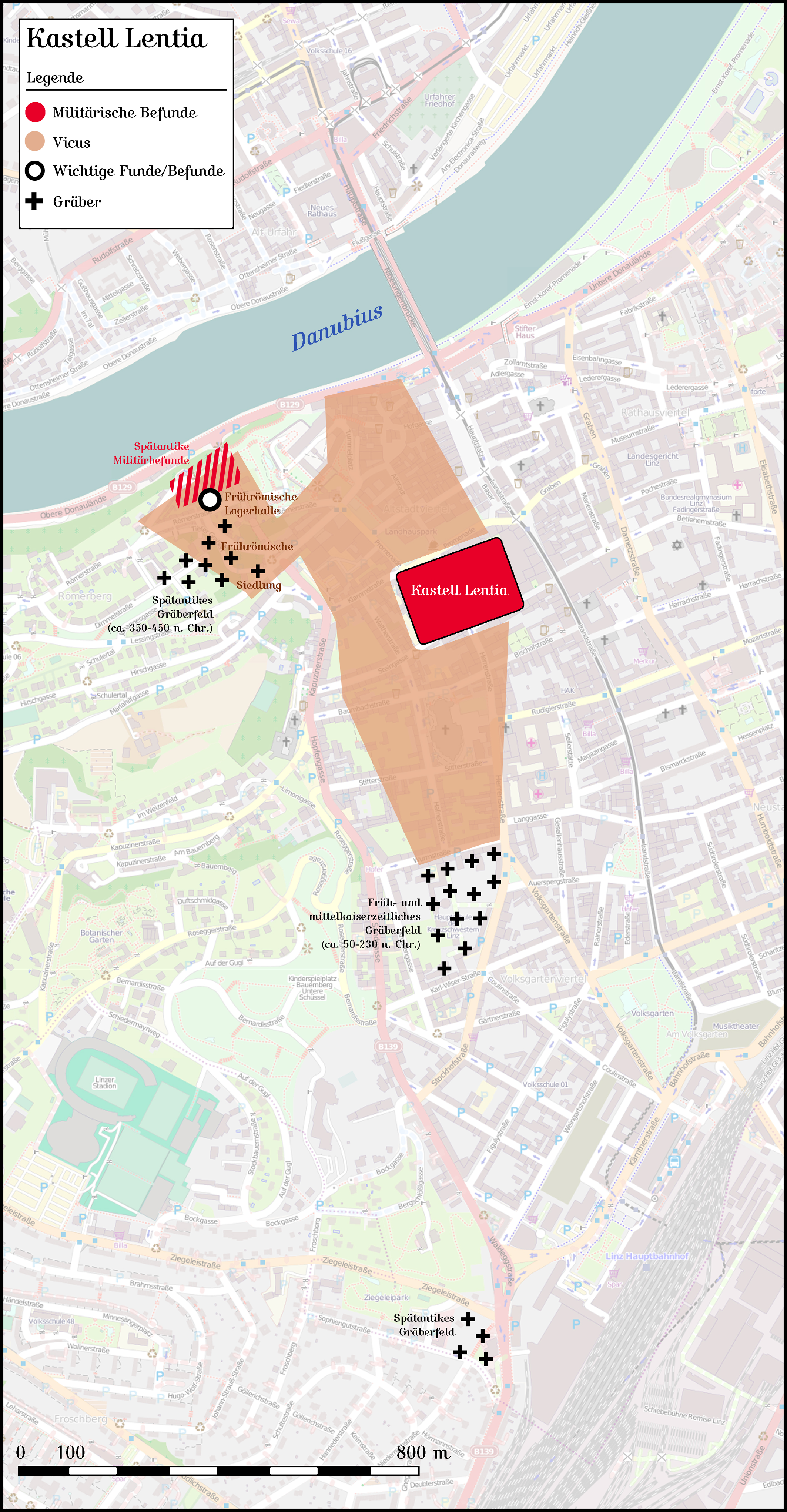

Lentia (Lentium) byla římská osada a pevnost v římské provincii Noricum, jedna z řetězce pevností chránících římskou hranici Limes Romanus na Dunaji. Nacházela se v místě dnešního města Linz v rakouské spolkové zemi Horní Rakousy. Římská pevnost stála, tam kde je dnes Linzer Schloss.
Oblast dnešního Lince byla osídlena keltskými kmeny již ve 4. století před n. l. V 1. století n. l. Římané zbudovali pevnost. Jméno pevnosti pravděpodobně pochází z keltského slova "Lentos" (ohýbat), tok Dunaje nedaleko Lince se skutečně výrazně ohýbá. Pevnost byla římskými vojáky obsazena od 1. století n. l. až do poloviny 5. století. Důležitou roli sehrála při Markomanských válkách. Sloužila k zajištění strategicky důležitého přechodu na křižovatce obchodních cest - z jihovýchodu sem vedla Via norica (z Aquileie přes Virunum a Lauriakum), na níž navazovala Linecká či Vltavská stezka (přes Vyšebrodský průsmyk, údolím Vltavy do České kotliny), z jihozápadu vedla stezka ze Solné komory a ze západu na východ se křížila dunajská stezka, která spojovala římské vojenské základny a osady podél Dunaje a jeho okolí. Lentia byla několikrát zpustošena germánskými kmeny, ale přežila i bouřlivé události Stěhování národů a byla obydlena i v raném středověku.